# Varanus yuwonoi
Varanus yuwonoi  (лат.) — вид ящериц из семейства варанов.

## Описание

### Внешний вид
Довольно крупный стройный варан. Животные этого вида могут достигать общей длины приблизительно 150 см. Тело стройное, покрыто мелкой килеватой чешуей. Вокруг середины тела расположено 174 ряда чешуй. Хвост сжатый с боков, превышает длину тела от кончика морды до отверстия клоаки приблизительно в 1,6 раза. Хвостовые чешуи не образуют кольца, чешуи на нижней стороне хвоста крупнее. Морда острая, слегка приплюснутая на конце и немного выпуклая выше ноздрей. Маленькие ноздри округлые, расположены ближе к кончику рыла. Надглазничные щитки увеличенные, гладкие. Глаз и отверстие уха по размеру примерно одинаковы. Конечности длинные и сильные. Самый длинный палец на передней конечности по длине равен предплечью.
Голова желтоватая с боков, жёлто-зелёная сверху, испещренная тёмно-коричневыми пятнами. Морда со светлым рисунком. От глаза до ушного отверстия проходит неправильная желтоватая полоса. Имеется широкая чёрная височная полоса. Язык розовый с жёлтым концом. Шея чёрная, по бокам на шее могут располагаться четыре больших пятна. Тело сверху от тёмно-зелёного до чёрного цвета. Передняя половина туловища не имеет пятен или с немногочисленными неясными более светлыми пятнами. Задние две трети тела и задние ноги окрашены в чёрный или зелёный цвета, переходящих в бирюзовый на боках голеней и пальцах ног. От середины тела до хвоста на спинной стороне отмечается звездчатый рисунок или множество очень мелких светлых пятен кремового или жёлтого цвета. Основание хвоста сверху от желтовато-зелёного до фисташкового цвета, преходящего в синий по бокам и сзади. Задняя часть хвоста полностью голубая или синяя с тёмными полосами. Брюхо светлое, без пятен.

### Распространение
Varanus yowonoi в настоящее время известен только из типового местонахождения на острове Хальмахера (Молуккские острова, Индонезия). Вокруг этого поселения расположены крутые склоны предгорий центральных гор, поросшие густым тропическим лесом. Вдоль дорог в этом районе лес разрежен и имеются вырубленные участки. Типовой экземпляр V. yowonoi был добыт в этой местности. Хальмахера — довольно крупный центр сосредоточения населения, поэтому интересно, что этот вид так долго не был описан.

### Образ жизни
об экологии и поведении этого вида в дикой природе известно немного. Varanus yuwonoi — активные, живущие на земле вараны, находящие пищу под опавшей корой и ветвями, в норах млекопитающих и около воды. Они поедают падаль, мелких млекопитающих, других ящериц и яйца.
Как и все вараны, V. yuwonoi откладывает яйца, но данных о размножении все ещё недостаточно.

## Классификация
Varanus yuwonoi принадлежит к подроду Euprepiosaurus.
Этот вид был назван в честь Frank Yuwono, австралийского биолога и торговца животными, который собрал типовую серию.